# Brigada «Guadarrama» XII
La Brigada  «Guadarrama» XII, hasta agosto de 2020 Brigada Orgánica Polivalente, en siglas la «BOP XII», hasta 2015 o Brigada de Infantería Acorazada «Guadarrama» XII —BRIAC XII—. Las «Brigadas Orgánicas Polivalentes» —BOP— fueron las brigadas del Ejército de Tierra de España previstas en la Directiva 08/12 del jefe de Estado Mayor de la Defensa. Esta denominación de BOP fue abolida en la nueva reorganización del Ejército de Tierra que entró en vigor en septiembre de 2020, pasando a denominarse "Brigada".
Es una unidad del Ejército español, cuyo acuartelamiento actual se encuentra en una base situada, en el barrio El Goloso, perteneciente a la Ciudad de Madrid. Fue creada el 1 de febrero de 1966. Se integró desde el primer momento en la División Mecanizada Brunete n.º 1 y que más tarde pasó a denominarse División Acorazada Brunete. Posteriormente se denominó Brigada de Infantería Acorazada (BRIAC), que hasta 2015 eran las Fuerzas Pesadas del Ejército de Tierra de España y fue, antes de su conversión en unidad polivalente, la única Gran Unidad Acorazada del Ejército Español.
Desde 2015 hasta 2020 ha formado parte de la División "San Marcial" y actualmente, desde septiembre de 2020, forma parte de la División «Castillejos»
Esta brigada cuenta con los más modernos materiales, como los vehículos de combate de Infantería "Pizarro" y los carros de combate "Leopardo 2E". Dispone de un núcleo duro de carros de combate, de infantería mecanizada y de artillería ATP (autopropulsada), que le confieren gran movilidad, potencia de fuego, protección y choque; siendo por todo ello un medio muy eficaz para la realización de acciones dinámicas, potentes, profundas y resolutivas en todo tipo de ambientes.
Con motivo de una nueva reorganización el Ejército de Tierra, a partir del 1 de septiembre de 2020 esta Brigada pasa a formar parte de la División "Castillejos" y deja de denominarse Brigada Orgánica Polivalente (BOP), denominación que queda abolida en la nueva reorganización del Ejército. 

## Estructura

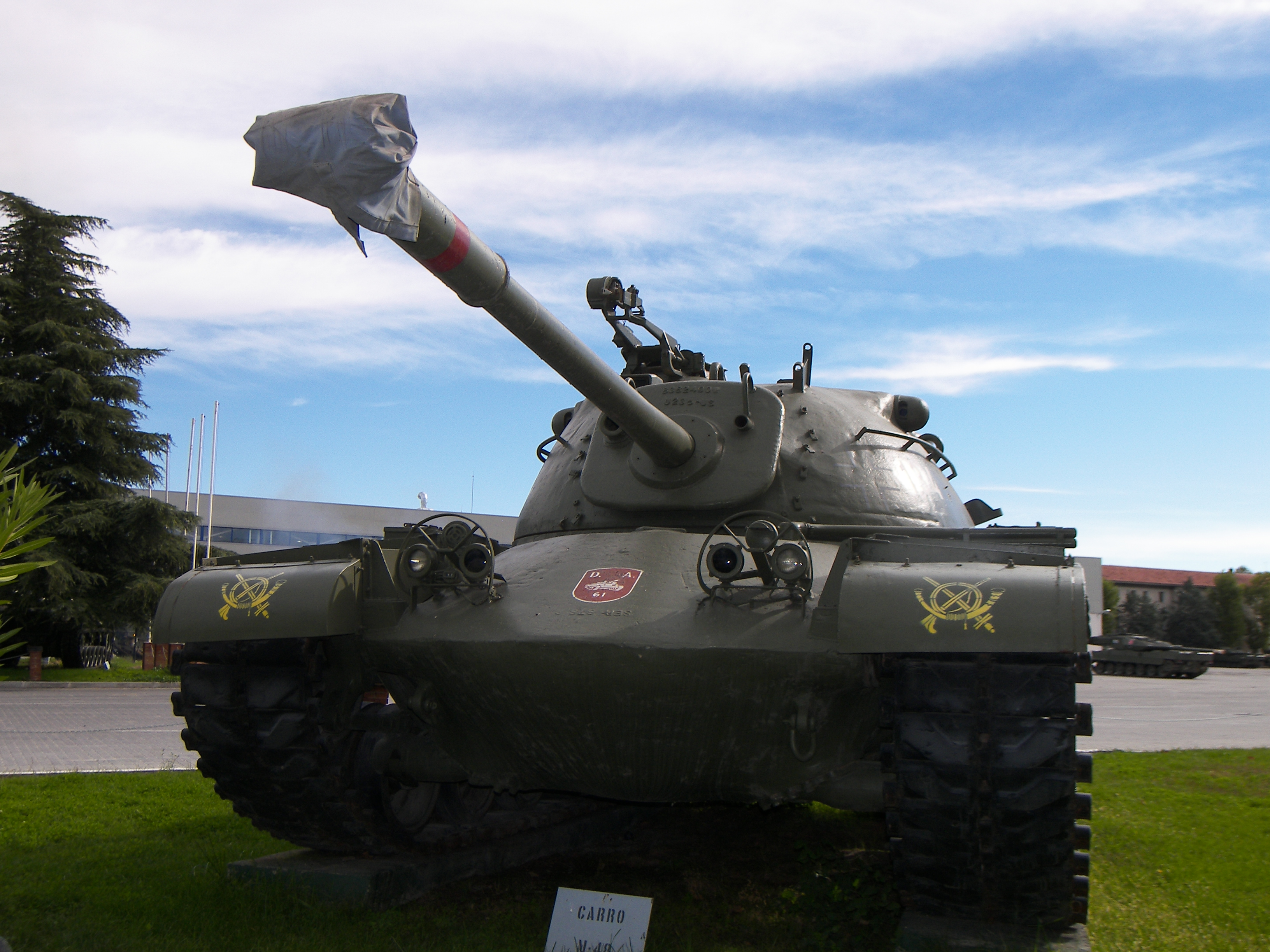
Carro M-48 de la BRIAC.

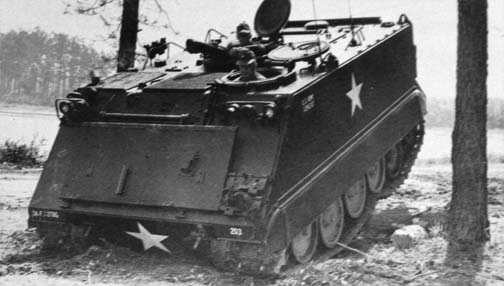
TOA M-113 como los que equiparon a la BRIAC.

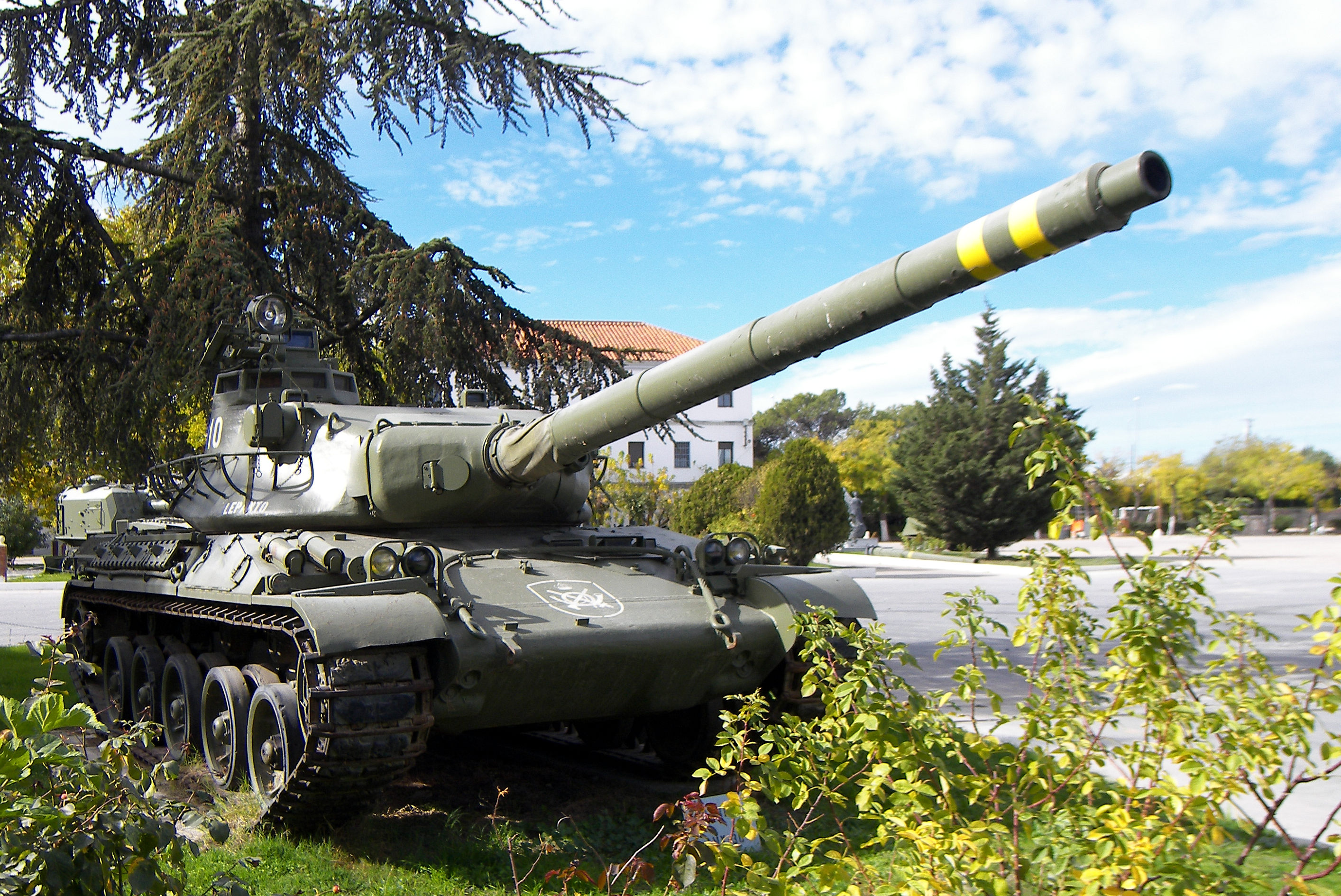
Carro AMX-30E.

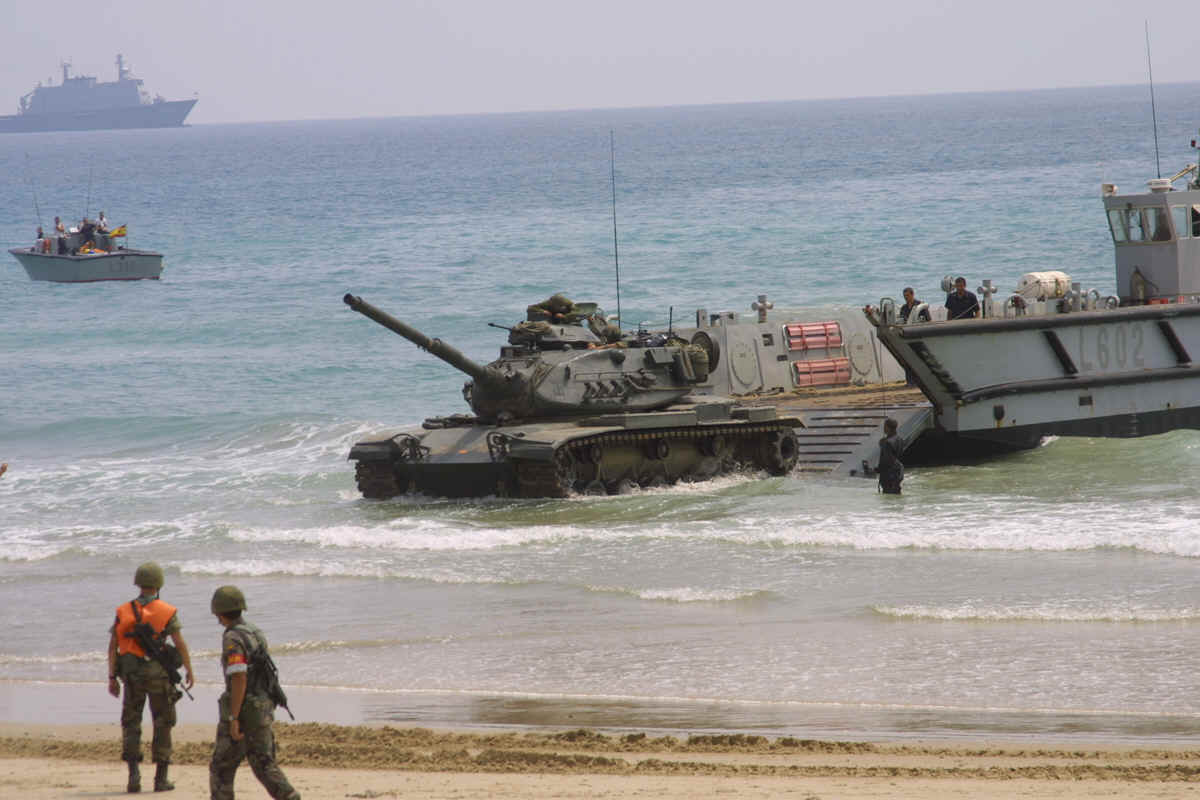
Carro M-60 A-3 TTS.

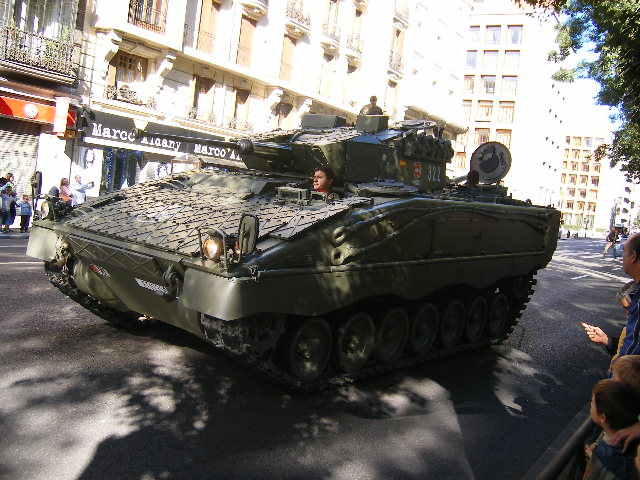
Vehículo de Combate de Infantería Pizarro.

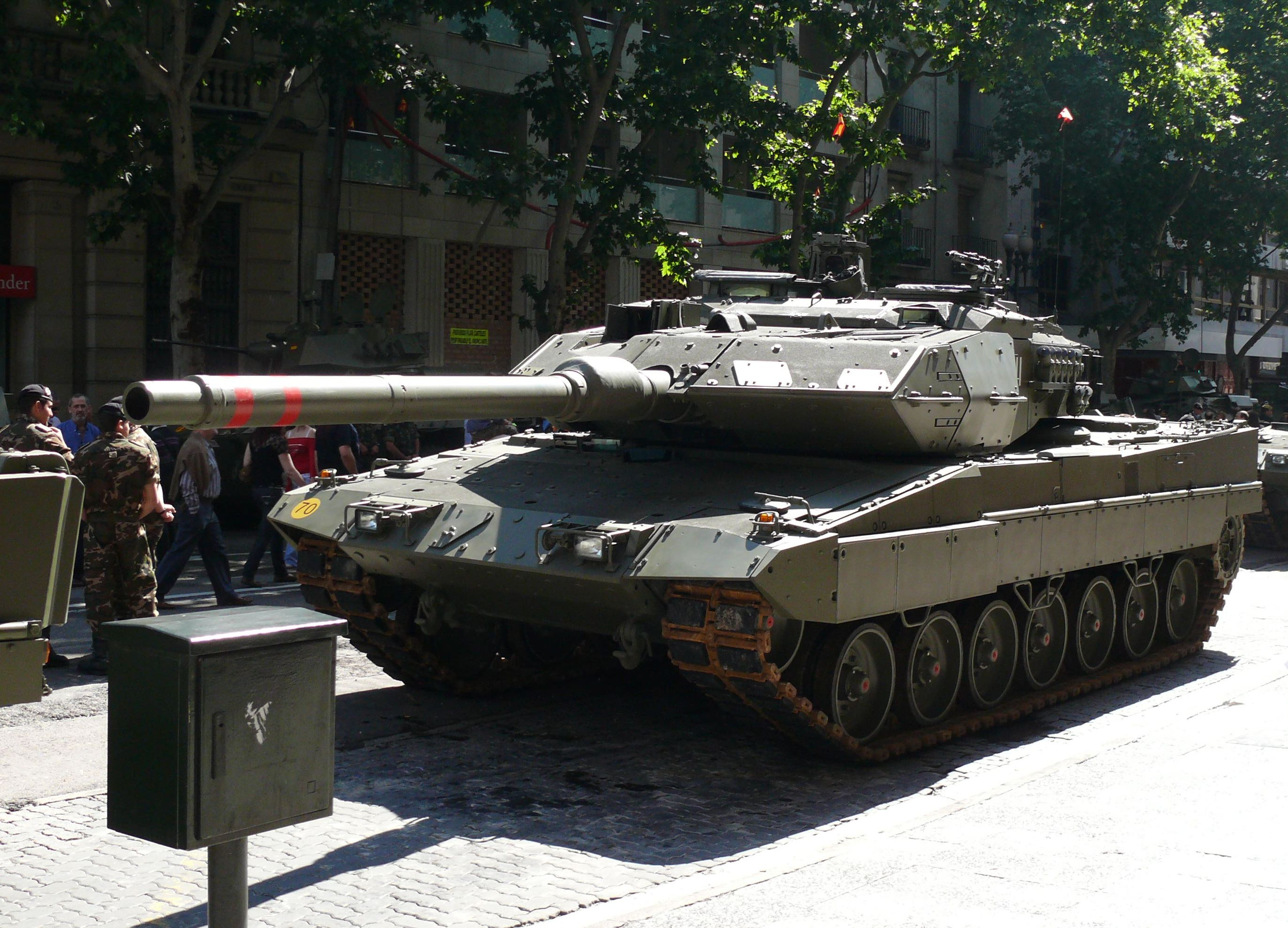
Leopardo 2E.

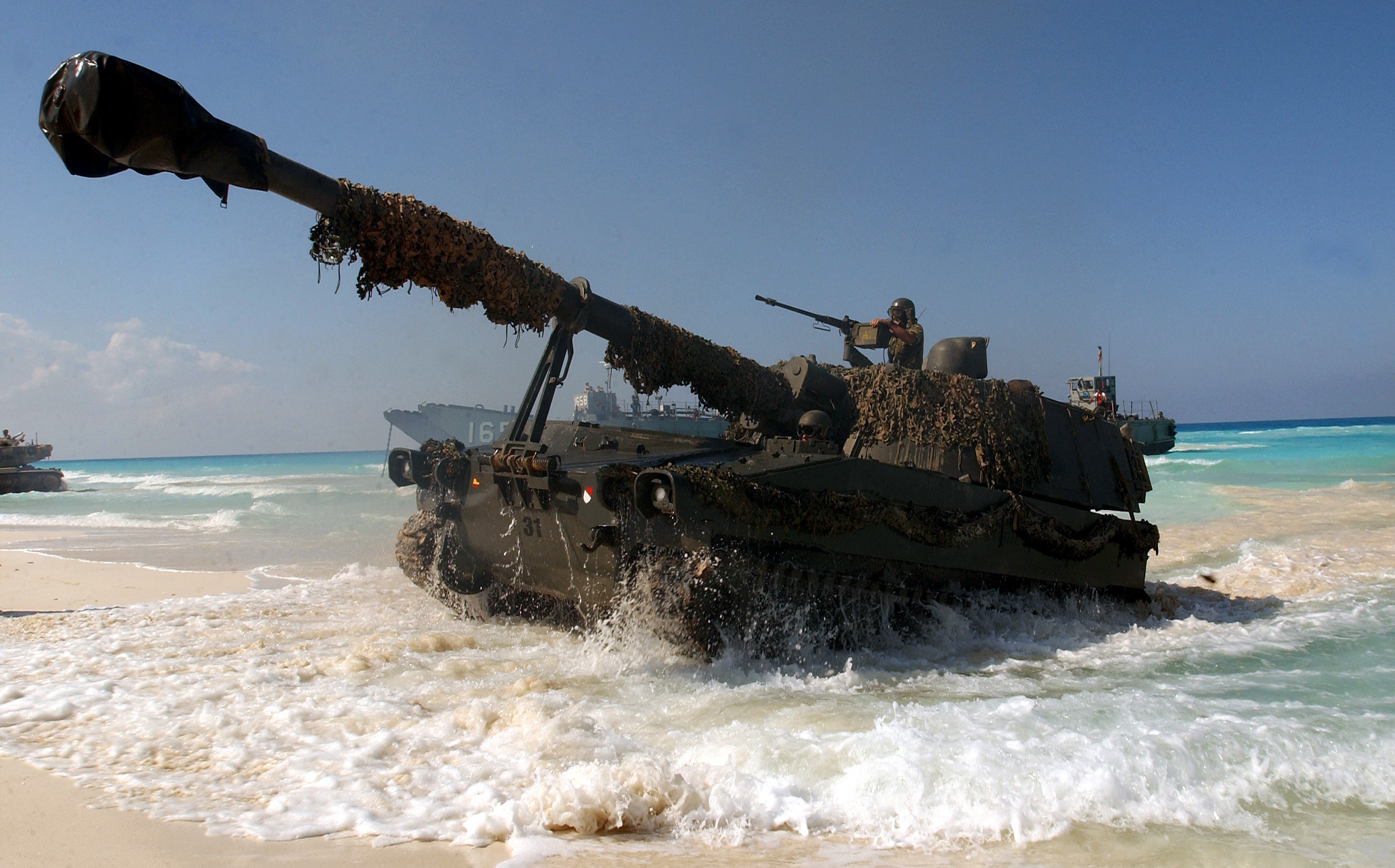
Obús autopropulsado M-109.

La «Brigada Acorazada Guadarrama XII» está compuesta por:

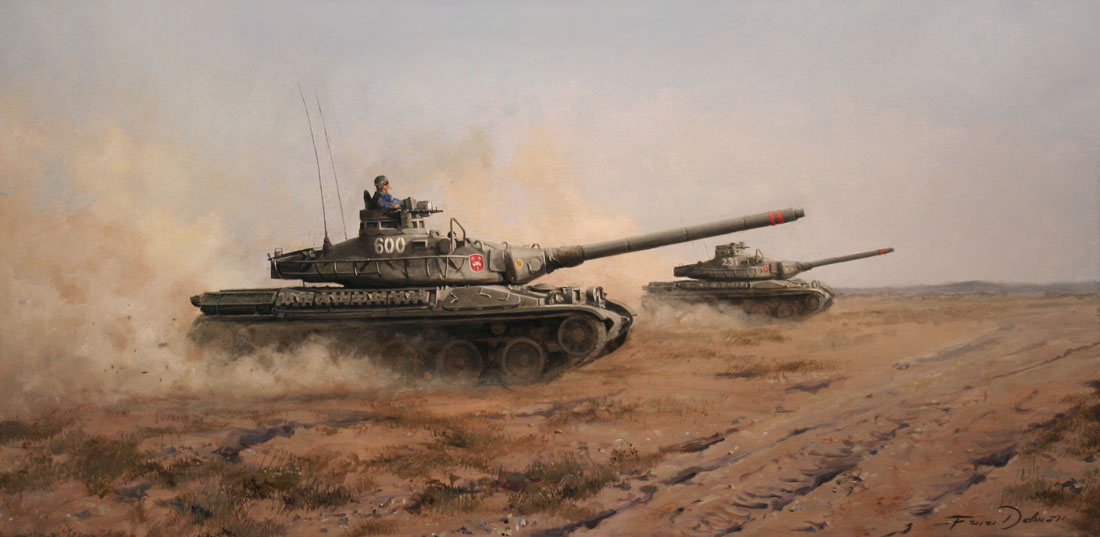
Cuadro de la Brigada Acorazada por Augusto Ferrer-Dalmau.

Escudo usado como unidad de infantería mecanizada.
(Hasta 2016)

- Cuartel General de la Brigada XII.
- Batallón de Cuartel General XII.
- Regimiento de Infantería Mecanizada "Asturias" n.º 31.
- Regimiento de Infantería Acorazada «Alcázar de Toledo» n.º 61.
- Grupo de Caballería Acorazada "Villaviciosa" XII.[5]
- Grupo de Artillería de Campaña Autopropulsada XII.
- Grupo Logístico XII.
- Batallón de Zapadores XII.
- Compañía de Transmisiones XII.
- Unidad de Servicios de Base "El Goloso". Pertenece a la Dirección de Acuartelamiento de la Inspección General de Ejército.
- Unidad de Servicios de Base "El Empecinado". Pertenece a la Dirección de Acuartelamiento de la Inspección General de Ejército.
- Unidad de Servicios de Acuartelamiento "Aizoáin". Pertenece a la Dirección de Acuartelamiento de la Inspección General de Ejército.

## Historia

### Creación
Nació tras la Reorganización del Ejército de 1965 cuando se creó, a partir de unidades de las anteriores División Pentómica «Guadarrama» n.º 11 y División Acorazada «Brunete», la nueva División Acorazada Brunete n.º 1, dentro de las Fuerzas de Intervención Inmediata. La nueva «División Acorazada Brunete n.º 1» se constituyó con las Brigadas Mecanizada XI y Acorazada XII, y un Núcleo de Tropas Divisionario.
La primera Lista de Revista de la Brigada se hizo el 1 de febrero de 1966, por lo que se considera ese día como su fecha de nacimiento.
Tuvo como núcleos fundamentales los Regimientos de Infantería Mecanizada «Asturias» n.º 31 y de Infantería Acorazada «Alcázar de Toledo» n.º 61, y como elementos de apoyo el Grupo de Artillería de Campaña Autopropulsada XII, el Batallón Mixto de Ingenieros XII y el Grupo Logístico XII.
Se configuró como una Gran Unidad de procedimiento acorazado que imprimió carácter a la División Acorazada. Se trata de una unidad potente y de gran maniobra, capaz de realizar acciones rápidas, violentas, profundas y resolutivas. En esta línea, se constituyó como elemento fundamental en la disuasión a nivel estratégico, además de un elemento resolutivo a nivel operacional y táctico, con capacidad de proyección adecuada a sus medios.
Adoptó como lema «Aprisa, Duro, Lejos», que contiene la esencia más pura de las «unidades carristas» y refleja las características de su maniobra.

### Instalaciones y primer material
El Goloso, situado a 18 km al norte de Madrid por la carretera C-607, fue el lugar designado para el Acuartelamiento de la Brigada XII que era entonces un conjunto de tres cuarteles sin conexión entre sí, ocupados por el Regimiento de Infantería «Asturias» n.º 31 y las «Agrupaciones de Intendencia» n.º 1 y de «Sanidad» n.º 1.
En febrero de 1966 el Regimiento Mecanizado «Asturias» recibió su nuevo material. Se trataba de un Batallón de TOAs (Transporte Oruga Acorazado) de origen norteamericano M-113-A1, que sustituyeron a los antiguos Camiones Orugas Blindados M-3-A1.
El Regimiento Acorazado «Alcázar de Toledo» disponía de dos batallones de  carros de combate, el primero con los del tipo «M-48» y el segundo con los «M-47», que se sustituyeron ambos en 1972 por los carros de combate tipo «M-48-A1», todos ellos de origen norteamericano.
El «Grupo de Artillería ATP-XII» fue dotado inicialmente de piezas autopropulsadas «M-37» de calibre 105/19 que se sustituyeron en 1967 por piezas M-44 de calibre 155/23, muy superior al anterior.
A principios de 1970 se completó el reagrupamiento de toda la Brigada y el Regimiento «Alcázar de Toledo» n.º 61 se trasladó a El Goloso desde su anterior acuartelamiento en el barrio madrileño de Campamento, en el sudoeste de Madrid.

### El Sáhara Español
En 1974 le llegó el momento de intervenir a la BRIAC en una acción táctica real. El «Batallón de Carros II/61» -actual «Batallón León»- y el Grupo de Artillería XII se trasladan al Sahara y llegaron a sus playas el 19 de octubre.
El 24 de junio de 1975 la Brigada sufrió las primeras bajas en campaña: el teniente  Luis Gurrea Serrano, el sargento Diego Cano Nicolás y los artilleros José Porcar  Escriba, José Otero Amohedo y Miguel Casanova Carbonell como consecuencia de la explosión de una mina en Tah; todos ellos pertenecían al «Grupo de Artillería ATP XII» que  estaba destacado en el Sáhara.

### Renovación de material
El Regimiento de Infantería Acorazada «Alcázar de Toledo» n.º 61 recibía en 1977 los primeros Carros AMX-30E, carro francés fabricado en España bajo licencia.
En 1978 el Grupo de Artillería ATP XII recibió un material nuevo: un Grupo completo de piezas ATP modelo M-109-A1B de calibre 155/32.
Con la Reorganización de 1985 se creó la «Unidad de Servicios de Base El Goloso», que vino a cubrir la necesidad surgida como consecuencia de la aparición del concepto «Base» en las Reales Ordenanzas. Esta Unidad era la encargada de atender diversos servicios y cometidos para apoyo de la Brigada.
En 1992 se dotó al Regimiento de Infantería Acorazada «Alcázar de Toledo» de los Carros M-60 A3 TTS de origen norteamericano y que estaban siendo retirados de Europa.

### Reorganización del Plan Norte
A partir del 1 de febrero de 1996, tras la implantación del «Plan Norte», recibió la nueva denominación de «Brigada de Infantería Acorazada “Guadarrama” XII», quedando encuadrada en la ahora «División Mecanizada Brunete n.º 1», junto a las Brigadas Mecanizadas X y XI.
El 1 de enero de 1997 se reorganizó la brigada creándose el «Batallón de Cuartel General» en el que quedó integrada la «Compañía de Transmisiones y la Compañía de Cuartel General»; se disolvió el «Batallón Mixto de Ingenieros» y se constituyó en su lugar la «Unidad de Zapadores» sobre la base de la Compañía de Zapadores restante del «Batallón de Ingenieros».

### El Pizarro y el Leopardo 2
A lo largo del 2002 el «Regimiento de Infantería Mecanizada “Asturias” n.º 31» fue dotado con modernos vehículos de combate de infantería «Pizarro», de diseño hispano-austriaco, en sustitución de los antiguos TOAs M-113.
A su vez, a finales de 2004 el «Regimiento de Infantería Acorazada “Alcázar de Toledo” n.º 61» empezó a recibir los nuevos carros de combate «Leopardo 2E».

### Las Fuerzas pesadas
En 2006 se estableció un nuevo despliegue y organización de la Fuerza del Ejército de Tierra y se determinó la constitución de las Fuerzas Pesadas. Así, la que se llamaba «División Acorazada» y posteriormente «División Mecanizada» pasó a denominarse «Mando de Fuerzas Pesadas», y la «Brigada de Infantería Acorazada “Guadarrama” XII» quedó encuadrada dentro del mismo.
En noviembre de 2008 la «Batería Mistral 3/II/82» se trasladó de Agoncillo, en La Rioja, a Madrid, y se encuadró en el «Grupo de Artillería de Campaña Autopropulsado XII» el 1 de enero de 2009 y la «Unidad de Zapadores 12» se transformó, el año siguiente, en el «Batallón de Zapadores Mecanizado XII».

## Operaciones internacionales
Desde el año 1998 hasta el presente 2016, la «Brigada «Guadarrama» XII» desarrolló una serie de operaciones de paz como son las siguientes:
- Desde diciembre de 1998 hasta abril de 1999, la «Brigada «Guadarrama» XII» se desplazó a Bosnia-Herzegovina; formaba la «Brigada española SPABRI  IX “Guadarrama”».[6]
- Entre agosto y diciembre de 2000, se organizó la «Agrupación Táctica SPAGT XIV» integrada en la SFOR de Bosnia-Herzegovina. Participaron miembros de todas las unidades de la Brigada.[6]
- Entre mayo y noviembre de 2002 se integraron varias unidades de la brigada a la «Agrupación SPAGT XVIII “MADRIDEJOS”», que se desplazó también a territorios de la antigua Yugoslavia.[6]
- Entre marzo y octubre de 2005 formó parte de la «Agrupación Española KSPAGT XIII “Asturias”», en Kosovo, de nuevo con componentes de todas las unidades de la brigada.[6]
- Desde diciembre del 2006 hasta junio de 2007 se designó como «Unidad Base» a la brigada para formar la «Agrupación KSPFOR XVII “Toledo”» en Kosovo (Istok).[6]
- Desde diciembre de 2008 hasta abril de 2009, los componentes de todas las Unidades de la BRIAC constituyeron la «Brigada Multinacional L/H-VII- Libre Hidalgo» para el mantenimiento de la paz en Líbano.[6]
- Entre abril y septiembre de 2011, nuevamente componentes de todas las unidades de la BRIAC constituyeron la «Brigada Multinacional L/H-XIV -Libre Hidalgo» como fuerza de mantenimiento de la paz en el Líbano.[6]

## Museo de Medios Acorazados
Dentro de la «Base El Goloso» se exponen los primeros medios de las unidades acorazadas españolas, como: carros de combate, piezas autopropulsadas, contracarros, vehículos blindados. Además, se pueden ver uniformes, dioramas y diversos elementos que utilizaron las diferentes unidades del Ejército de Tierra a lo largo de estas últimas décadas.